# YO-50觀察機
Bellanca YO-50是1架由勃兰卡飞机公司研製的觀察機原型機。該機是一款高翼支撐單翼飛機，具有固定尾輪起落架和寬大的機艙玻璃。
美國陸軍共購買3架用於評估，並且和O-49和YO-51 蜻蜓共同競爭。在史汀森飛機公司贏得了生產合同，YO-50的計畫取消。